# Iyanya
Iyanya Onoyom Mbuk, noto semplicemente come Iyanya (Calabar, 31 ottobre 1986), è un cantante nigeriano.

## Biografia
Iyanya ha pubblicatp il suo album in studio di debutto, intitolato My Story, nel 2009. Successivamente ha vinto due Headie Awards e ha ottenuto una nomination agli MTV Africa Music Awards, nella categoria di canzone dell'anno per Reggae Blues.
Il suo disco più recente, Once Upon a Cat, è uscito nella prima metà del 2024.

## Discografia

### Album in studio
- 2009 – My Story
- 2013 – Desire
- 2015 – Applaudise
- 2022 – The 6th Wave
- 2024 – Once Upon a Cat

### EP
- 2017 – Signature
- 2020 – For Your Love
- 2023 – Love & Trust

### Singoli
- 2013 – Sexy Mama (feat. Wizkid)
- 2013 – Le kwa ukwu
- 2014 – Mr Oreo
- 2014 – Story Story (feat. Oritsefemi)
- 2014 – Tayali (con Urban Boyz)
- 2014 – Finito
- 2015 – Feel It (con KCee e Harrysong)
- 2015 – Applaudise
- 2015 – Baby Daddy
- 2015 – Gift (feat. Don Jazzy)
- 2015 – Nothing Mega/Sukumma
- 2016 – Type of Woman
- 2016 – Heart Beat
- 2016 – Up 2 Sumting (feat. Dr SID & Don Jazzy)
- 2017 – Hold On
- 2017 – Iyanu (Holy Water)
- 2018 – Good Vibes (feat. Team Salut)
- 2018 – Biko
- 2018 – Calabar Carnival Anthem
- 2018 – No Drama
- 2019 – Halle (feat. Duncan Mighty)
- 2019 – Ijeoma (feat. Peruzzi)
- 2020 – Fever
- 2020 – Show Dem (con Meaku)
- 2021 – No Where (feat. DJ Tarico, Nelson Tivane & Preck)
- 2021 – Over
- 2022 – Call (feat. Ayra Starr)
- 2022 – Like (con Davido feat. Kizz Daniel)
- 2022 – One Side
- 2022 – More (con DJ Chi)
- 2023 – Plans
- 2023 – Sinner (con Bnxn)
- 2023 – Away
- 2023 – Outside (feat. Berri-Tiga)
- 2024 – Huku (con Tommy Flavour e Alikiba)
- 2024 – She Got Control (con Chris Marshall e Ir Sais)
- 2024 – Zazazela (con Rayvanny e ZiiBeats feat. Iyanya Onoyom Mbuk & Zaba)